# Association pour l'étude du pic pétrolier et gazier
Pour les articles homonymes, voir ASPO.
L'Association pour l'étude du pic pétrolier et gazier (ASPO), (en anglais Association for the Study of Peak Oil and Gas) est une association, fondée en 2002, pour l'étude des pics pétrolier et gazier. C'est un réseau, presque informel, d'ingénieurs, de géologues, de scientifiques de disciplines diverses et d'économistes, qui cherchent à déterminer le moment où les pics vont survenir, et ses conséquences sur l'économie.

## Composition
Elle comprend actuellement 24 membres de 14 pays d'Europe, dont :
- Colin Campbell, ancien responsable d'exploitation chez Amoco et Fina (retraité) ;
- Kjell Aleklett, professeur à l'université d'Uppsala en Suède ;
- Pierre-René Bauquis, président de l'AFTP en 1999 et 2000, directeur Gaz chez Total, puis conseiller auprès de son président Thierry Desmarest, et depuis sa retraite professeur avec Totalprof et l'IFP (Institut français du pétrole) ;
- Jean Laherrère, qui a travaillé 37 ans chez Total, où il a fini comme chef des techniques d'exploration, puis a participé aux travaux du Commissariat Général du Plan sur l'énergie ;
- Kenneth Deffeyes, qui a tenu des postes similaires dans la société Shell.
- Jean-Marc Jancovici, ingénieur français, spécialisé dans la thématique énergie-climat. Il est consultant, enseignant, conférencier, auteur de livres et chroniqueur. Il est connu pour son travail de sensibilisation et de vulgarisation[2] sur le changement climatique et la crise énergétique.
- Matthew Simmons, banquier d'affaires, conseiller du vice-président américain Dick Cheney pour les questions d'énergie en 2001

## Prévisions
(janvier 2007).
Selon l'ASPO, les prévisions de production sont surévaluées pour des raisons boursières et politiques. Elle prévoit un pic pétrolier vers 2010 et un pic gazier vers 2020. Elle se donne donc pour mission d'alerter les opinions et les pouvoirs publics sur ce problème, et sur les questions des énergies alternatives (renouvelables ou nucléaire).
L'ASPO estime à 1 850 milliards de barils les réserves de pétrole conventionnel (réserves existantes ou ayant existé, c'est-à-dire découvertes et/ou exploitées, plus les quantités de pétrole à découvrir). Pour l'USGS, elles sont au moins de 3 000 milliards. Les besoins journaliers étaient en 2003 de 77 millions de baril (soit 28,1 milliards de baril par an), et la consommation totale depuis 1859 est de 900 milliards de barils.
L'ASPO a pour l'instant tenu cinq séminaires, l'un à Uppsala en mai 2002 (un article publié dans le no 439 de juillet-août 2002 de Pétrole et Techniques, en rendait compte), puis les 26 et 27 mai 2003 à l'IFP (Rueil-Malmaison), le troisième à Berlin en 2004, à Lisbonne au printemps 2005 et les 18 et 19 juillet 2006 dans le parc San Rossore, un parc naturel situé près de Pise (Italie).

## Estimation de l'ASPO 2005 versus la production réelle

### Production estimée par l'ASPO à la fin de 2005
La production future estimée fin 2005 par l'ASPO, en millions de barils par jour (Mb/j), est la suivante :
| Pétrole conventionnel | 2005 | 2010 | 2015 | 2020 | 2050 | Total (Gb) | Année du Pic |
| --------------------- | ---- | ---- | ---- | ---- | ---- | ---------- | ------------ |
| États-Unis            | 3.6  | 2.8  | 2.2  | 1.7  | 0.4  | 200        | 1971         |
| Europe                | 5.2  | 3.6  | 2.5  | 1.7  | 0.2  | 75         | 2000         |
| Russie                | 9.2  | 8.4  | 6.8  | 5.5  | 1.5  | 220        | 1987         |
| Moyen-Orient          | 20   | 20   | 20   | 20   | 11   | 680        | 1974         |
| Reste du monde        | 29   | 26   | 22   | 18   | 7    | 675        | 2005         |
| Sous-total            | 67   | 61   | 54   | 47   | 21   | 1850       | 2005         |

| Pétroles non conventionnels              | 2005 | 2010 | 2015 | 2020 | 2050 | Total (Gb) | Année du Pic |
| ---------------------------------------- | ---- | ---- | ---- | ---- | ---- | ---------- | ------------ |
| Pétrole lourd, etc.                      | 2.3  | 3    | 4    | 4    | 4    | 151        | 2021         |
| Eaux profondes (offshore)                | 3.6  | 12   | 11   | 6    | 4    | 69         | 2011         |
| Région polaires                          | 0.9  | 1    | 1    | 2    | 0    | 52         | 2030         |
| Liquides Gaz Nat.                        | 6.9  | 9    | 9    | 10   | 8    | 276        | 2035         |
| Total conventionnel et non conventionnel | 80   | 86   | 80   | 70   | 37   | 2450       | 2010         |

### Production constatée en 2016
En 2016, on peut comparer ces prévisions de 2005 avec la production constatée de pétrole brut et de l'ensemble des combustibles liquides au niveau mondial sur les dernières années.
Quand on considère l'ensemble des combustibles liquides, pétroliers et non pétroliers, et les gains de raffinage, les prévisions de l'ASPO sont largement dépassées (+17 % en 2014-2015), sans qu'un pic ne soit visible dans les chiffres de production totale malgré la récession mondiale débutée en 2008-2009 et toujours d'actualité en 2016.
Cependant, les chiffres de production de pétrole brut conventionnel mettent effectivement en évidence un maximum de production, plus que compensé par la production de pétrole non conventionnel et de condensats de gaz naturel :
| Production Totale Mondiale (Mb/j)               | 2000 | (...) | 2005 | (...) | 2010 | 2011 | 2012 | 2013 | 2014 |
| ----------------------------------------------- | ---- | ----- | ---- | ----- | ---- | ---- | ---- | ---- | ---- |
| Tous combustibles liquides                      | 77,7 |       | 85,1 |       | 88,1 | 88,5 | 90,5 | 91,1 | 93,2 |
| Pétrole brut conventionnel                      | 65,9 |       | 69,3 |       |      | 68,2 |      | 67,3 | 66,6 |
| Pétroles bruts non conventionnels et condensats | 9,0  |       | 12,2 |       |      | 16,2 |      | 18,6 | 21,5 |

L'ensemble des acteurs du secteur pétrolier, y compris les membres de l'ASPO, reconnaissent avoir fortement sous-estimé le boom que la production de pétrole de schiste a connu aux États-Unis à partir de 2011-2012.

### Production constatée en 2018
Dans son rapport annuel 2018, l'AIE confirme la réalité d'un pic de production mondiale de pétrole brut conventionnel : « La production de pétrole brut conventionnel a atteint son maximum en 2008, à 69,5 Mb/j, et elle a depuis baissé d’environ 2,5 Mb/j. Dans le scénario « Nouvelles politiques », elle baisse de 3 Mb/j supplémentaires entre 2017 et 2040, et sa part dans l’offre mondiale de pétrole baisse régulièrement, passant de 72 % aujourd’hui à 62 % en 2040. Le niveau des ressources conventionnelles dont le développement a été approuvé ces dernières années est bien inférieur aux exigences de la demande du scénario Nouvelles politiques, ce qui créera un risque de tension sur le marché dans les années 2020. ».
Dans le même rapport, l'AIE anticipe également, pour la première fois, une contraction probable de la production mondiale de pétrole et autres combustibles liquides d'ici à 2025 : « Le risque de resserrement de l’offre est particulièrement prégnant pour le pétrole. Ces trois dernières années, le nombre moyen de nouveaux projets approuvés de production de pétrole conventionnel ne représente que la moitié du volume nécessaire pour équilibrer le marché jusqu'en 2025, compte tenu des perspectives de demande du scénario « Nouvelles politiques ». Il est peu probable que le pétrole de schiste prenne le relais à lui seul. Nos projections prévoient déjà un doublement de l’offre de pétrole de schiste américain d'ici 2025, mais celle-ci devrait plus que tripler pour compenser le manque persistant de nouveaux projets classiques ».